# Struthiola argentea
Struthiola argentea är en tibastväxtart som beskrevs av Johann Georg Christian Lehmann. Struthiola argentea ingår i släktet Struthiola och familjen tibastväxter. Inga underarter finns listade i Catalogue of Life.